# Szaúd-Arábia az olimpiai játékokon
Szaúd-Arábia olimpiai története során eddig tíz nyári játékokon vett részt, első alkalommal 1972-ben, Münchenben. Az ország egyetlen sportolója sem indult még a téli olimpiai játékokon. A szaúd-arábiai törvények értelmében nőknek tilos a részvétel az olimpiai játékokon, bár egyes híresztelések szerint a NOB nyomást gyakorolt a Szaúdi Olimpiai Bizottságra a nők 2012-es szereplésének érdekében.
A 2012-es londoni játékokon két női sportoló vett részt.
A Szaúd-arábiai Olimpiai Bizottság 1964-ben alakult meg, a NOB 1965-ben vette fel tagjai közé.

## Érmesek
| Érem  | Név                                                                                  | Olimpia      | Sport    | Versenyszám       |
| ----- | ------------------------------------------------------------------------------------ | ------------ | -------- | ----------------- |
| Ezüst | Hadi Al Somayli                                                                      | 2000, Sydney | Atlétika | Férfi 400 m gát   |
| Bronz | Khaled Al Eid                                                                        | 2000, Sydney | Lovaglás | Egyes díjugratás  |
| Bronz | Ramzy Al Duhami HRH Prince Abdullah Al Saud Kamal Bahamdan Abdullah Waleed Sharbatly | 2012, London | Lovaglás | Csapat díjugratás |
| Ezüst | Tareg Hamedi                                                                         | 2020, Tokió  | Karate   | Férfi +75 kg      |

## Éremtáblázatok

### Érmek a nyári olimpiai játékokon
| Olimpia              | Arany          | Ezüst          | Bronz          | Összesen       |
| 1972, München        | 0              | 0              | 0              | 0              |
| 1976, Montréal       | 0              | 0              | 0              | 0              |
| 1980, Moszkva        | nem vett részt | nem vett részt | nem vett részt | nem vett részt |
| 1984, Los Angeles    | 0              | 0              | 0              | 0              |
| 1988, Szöul          | 0              | 0              | 0              | 0              |
| 1992, Barcelona      | 0              | 0              | 0              | 0              |
| 1996, Atlanta        | 0              | 0              | 0              | 0              |
| 2000, Sydney         | 0              | 1              | 1              | 2              |
| 2004, Athén          | 0              | 0              | 0              | 0              |
| 2008, Peking         | 0              | 0              | 0              | 0              |
| 2012, London         | 0              | 0              | 1              | 1              |
| 2016, Rio de Janeiro | 0              | 0              | 0              | 0              |
| 2020, Tokió          | 0              | 1              | 0              | 1              |
| 2024, Párizs         | 0              | 0              | 0              | 0              |
| Összesen             | 0              | 2              | 2              | 4              |

## Érmek sportáganként

### Érmek a nyári olimpiai játékokon sportáganként
| Szaúd-Arábia érmei a nyári olimpiai játékokon sportáganként | Szaúd-Arábia érmei a nyári olimpiai játékokon sportáganként | Szaúd-Arábia érmei a nyári olimpiai játékokon sportáganként | Szaúd-Arábia érmei a nyári olimpiai játékokon sportáganként | Az olimpiai zászlaja |

| Sportág  | Arany | Ezüst | Bronz | Összesen |
| -------- | ----- | ----- | ----- | -------- |
| Atlétika | 0     | 1     | 0     | 1        |
| Karate   | 0     | 1     | 0     | 1        |
| Lovaglás | 0     | 0     | 2     | 2        |
| Összesen | 0     | 2     | 2     | 4        |